# Royal Porthcawl Golf Club

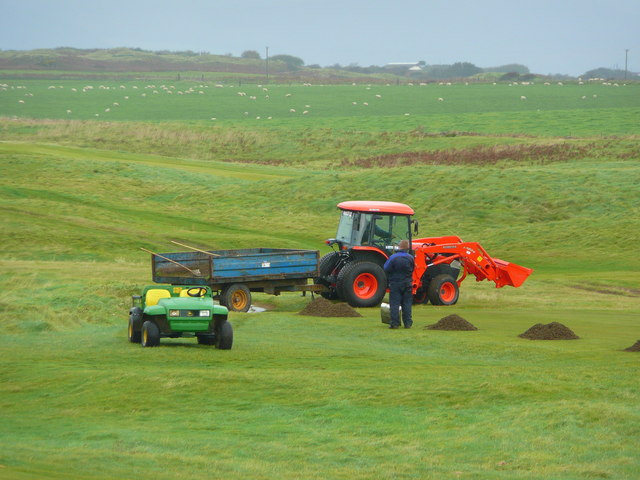
Greenkeepers

De Royal Porthcawl Golf Club is een golfclub ten noorden van Porthcawl. Gelegen aan de zuidkust van Wales aan het Kanaal van Bristol.
De club werd in 1891 opgericht. Er werden in 1892 negen holes aangelegd, maar al in 1895 verhuisde de club naar de huidige locatie zodat er een 18-holesbaan aangelegd kon worden. Koning Eduard VII verleende het predicaat Koninklijk in 1909.
De linksbaan en het clubhuis zijn ouderwets in de goede zin van het woord. De baan ligt aan zee, waar een tij-verschil van 13 meter is.
Het clubhuis is van alle gemakken voorzien, inclusief gastenkamers.

## Toernooien
Er zijn veel nationale en internationale toernooien op Porthcawl gespeeld zoals:
- Welsh Amateur Kampioenschap: matchplay in 1900, 1907, 1912, 1926, 1933, 1937, 1946, 1948, 1959, 1965, 1969, 1975, 1981, 1994 en 2001, strokeplay in 1991 en 2004
- The Amateur Championship: 1951, 1965, 1973, 1980, 1988 en 2002
- British Masters: 1961
- Curtis Cup: 1964
- Welsh Golf Classic: 1980, 1981, 1982
- Walker Cup: 1995
- University Golf Match (Cambridge tegen Oxford): 2010
- The Senior Open Championship: 2014